# Morbegno
Morbegno (en lombard Mürbegn, en allemand Morbend) est une commune italienne d'environ 12 000 habitants, située dans la province de Sondrio en Lombardie, dans le Nord de l'Italie.

## Histoire
La ville a été élue ville alpine pour l'année 2019.

## Sport
Chaque mois d'octobre depuis 1958, la ville accueille le Trophée Vanoni créé en l'hommage d'Ezio Vanoni.

## Administration
| Période                                  | Période  | Identité         | Étiquette | Qualité |
| ---------------------------------------- | -------- | ---------------- | --------- | ------- |
| 1995                                     | 1999     | Silvana Tirloni  |           |         |
| 1999                                     | 2009     | Giacomo Ciapponi |           |         |
| 2009                                     | En cours | Alba Rapella     |           |         |
| Les données manquantes sont à compléter. |          |                  |           |         |

### Hameaux
Campovico, Desco, Paniga, Valle

### Communes limitrophes
Albaredo per San Marco, Bema, Civo, Cosio Valtellino, Dazio, Talamona, Traona

## Jumelages
- Llanberis (Royaume-Uni) depuis 2004